# Jennifer Granholm

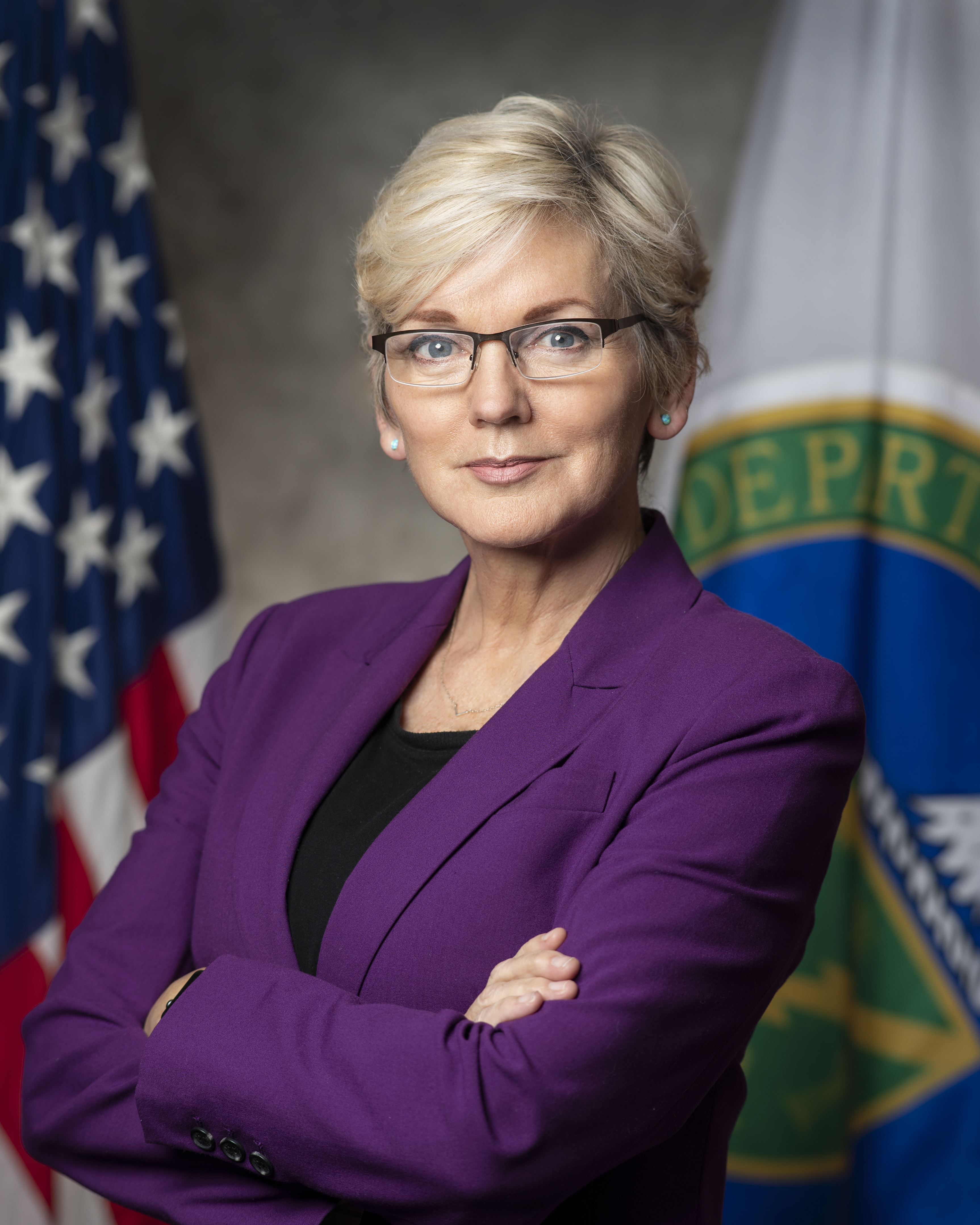
Jennifer Granholm (2021)

Jennifer Mulhern Granholm (* 5. Februar 1959 in Vancouver, Kanada) ist eine US-amerikanische Politikerin (Demokratische Partei) und ehemalige Gouverneurin des Bundesstaates Michigan. Granholm folgte am 1. Januar 2003 John Engler nach und wurde damit erste weibliche Gouverneurin Michigans. Dieses Amt übte sie bis zum 1. Januar 2011 aus. Vom 25. Februar 2021 bis zum 20. Januar 2025 war sie Energieministerin im Kabinett von US-Präsident Joe Biden.

## Leben und Wirken
Granholm wurde 1959 in Vancouver geboren und zog als Vierjährige mit ihren Eltern nach Kalifornien. Dort machte sie als junge Erwachsene Versuche, als Schauspielerin Fuß zu fassen, war aber nicht erfolgreich und gab ihre Bemühungen mit 21 Jahren auf. Im selben Jahr 1980 wurde sie eingebürgert, arbeitete für die Präsidentschaftskampagne von John Anderson, der als unabhängiger Kandidat antrat, nachdem seine Bewerbung um die Nominierung der Republikaner gescheitert war, und schrieb sich an der University of California in Berkeley ein. Sie studierte später an der Harvard University Jura.
Nach ihrem Abschluss arbeitete sie für das 6. US-Berufungsgericht unter Bundesrichter Damon Keith. Im Jahr 1990 wurde sie Bundesstaatsanwältin in Detroit. 1994 wurde sie Beraterin der Verwaltung im Wayne County. Es folgte im Jahr 1998 die Ernennung zur Justizministerin (Attorney General) von Michigan. Sie war die erste Frau, die dieses Amt in Michigan ausgeübte.

### Gouverneurin von Michigan
Im Jahr 2002 wurde Granholm als Kandidatin der Demokratischen Partei und als erste Frau zur Gouverneurin von Michigan gewählt. Granholm trat ihr Amt Anfang Januar 2003 an. Bei ihrer Wiederwahl 2006 erhielt sie rund 56 Prozent der Stimmen. Aufgrund einer Verfassungsänderung konnte sie 2010 nicht mehr für eine dritte Amtszeit kandidieren. Zu ihrem Nachfolger wurde der Republikaner Rick Snyder gewählt.
In ihrer Regierungszeit verringerte Granholm das Haushaltsdefizit Michigans um 4 Milliarden Dollar. Sie förderte die Familienpolitik. Im Wahlkampf versprach sie die Schaffung von tausenden neuer Arbeitsplätzen, den Ausbau der Infrastruktur in ländlichen Gebieten, sowie die Ausbildung ungelernter Arbeiter zu Facharbeitern. Ihr gelang einige Firmen zu Investitionen in Michigan zu bewegen.  Bei zwei Besuchen in Japan, bemühte sie sich um die Steigerung japanischer Investitionen in Michigan. Um eine wirtschaftliche Diversifizierung in dem traditionell von Arbeitsplätzen in der Automobilindustrie abhängigen Michigan, hierbei insbesondere in der Metropolregion Detroit, zu erreichen, fördert sie die Schaffung neuer Arbeitsplätze in zukunftsweisenden Sektoren wie der Biowissenschaft und im Bereich alternativer Energien. Zu diesem Zweck setzt sie sich für eine zunehmende Anwendung erneuerbarer Energiequellen ein. Im Oktober 2008 trat ein Gesetz in Kraft, demzufolge bis zum Jahr 2015 der Anteil erneuerbarer Energie auf 10 Prozent gesteigert werden soll, eine Maßnahme, von der zugleich ein Zuwachs an Arbeitsplätzen erhofft wird.
Granholm wurde für eine zukünftige Präsidentschaftskandidatur gehandelt. Aus formalen Gründen kann sie als eingebürgerte Kanadierin nicht Präsidentin werden. Zeitweise galt sie auch als Kandidatin für die ausgeschiedenen Richter am Obersten Gerichtshof, David Souter und John Paul Stevens; letztlich entschied sich US-Präsident Barack Obama jedoch für Sonia Sotomayor und Elena Kagan.

### US-Energieministerin
Im Dezember 2020 wurde Granholm von Joe Biden als Energieministerin in seinem künftigen Kabinett nominiert. Diese Entscheidung wurde am 25. Februar 2021 vom US-Senat bestätigt.

## Persönliches
Jennifer Granholm gehört der römisch-katholischen Kirche an.

## Auszeichnungen
- 2010: Nordstern-Orden, Kommandeur I. Klasse[7]